# Prix Maujean
Le prix Maujean, de la Fondation Paul-Charles Maujean, est un ancien prix quadriennal de littérature, créé en 1925 par l'Académie française et « décerné à l’auteur français de l'ouvrage nouveau publié en France qui aura été jugé le plus utile au bien public. Cet ouvrage pourra être du genre littéraire, philosophique, historique ou politique ».

## Liste des lauréats
- 1925 : Auguste Chauvigné (1855-1929) pour L'éternel sillon
- 1929 : François Charles-Roux pour Trois ambassades françaises à la veille de la guerre
- 1933 : Gaston Roupnel pour Histoire de la campagne française
- 1937 : Henri Bouchet (1896-1972) pour L’individualisation de l'enseignement et Le scoutisme et l'individualité
- 1941 : Maurice Beauchamp pour Base
- 1945 : André-Daniel Tolédano (1888-1972) pour La vie de famille sous la Restauration et la Monarchie de Juillet
- 1949 : Rémy Tessonneau (1910-2008) pour Le Luxe est-il une fleur du mal ?
- 1957 : Pierre Rousseau pour Histoires des Techniques
- 1977 : Paul Vernière (1916-1997) pour Montesquieu et "L'Esprit des lois" ou la Raison impure
- 1985 : Robert Courtine pour La Vie parisienne, cafés et restaurants des boulevards, 1814-1914
- 1989 : 
  - Jean Brun pour L’Europe philosophe, 25 siècles de pensée occidentale (Médaille d’argent)
  - Guy Lardreau pour Fictions philosophiques et science-fiction (Médaille de bronze)
  - Tzvetan Todorov pour Nous et les autres (Médaille d’argent)